# غینرجه
غینرجه، روستایی از توابع بخش مرکزی شهرستان خنداب در استان مرکزی ایران است.

## جمعیت
این روستا در دهستان خنداب قرار دارد و براساس سرشماری مرکز آمار ایران در سال ۱۳۹۵، جمعیت آن 811 نفر بوده‌است.